# Helen Shaver
Helen Shaver est une actrice, réalisatrice et productrice canadienne née le 24 février 1951 à St. Thomas (Canada).

## Biographie
Elle a cinq sœurs, elle a grandi à Saint-Thomas en Ontario, une petite ville située près de London. Enfant, elle a souffert de fièvre chronique et entre cinq et douze ans, elle a passé six mois par an au lit ou à l'hôpital. Elle a étudié au 'Banff School of Fine Arts'  et a étudié le théâtre à l'Université de Victoria en Colombie-Britannique.
Elle joue dans des longs métrages canadiens comme Outrageous! en 1977 et Starship Invasions (1977). Elle a remporté le Prix canadien du film comme meilleure jeune actrice en 1978.
En 1980, elle déménage à Los Angeles et joue dans des séries de la NBC. En 1990, elle joue la meurtrière dans un épisode de Columbo, Saison 9, Épisode 4 : L’enterrement de Madame Columbo. Elle joue dans la série Poltergeist, le Dr Rachel Corrigan, un psychiatre.

## Cinéma
- 1976 : El Hombre desnudo
- 1976 : Tir à vue (en) (Shoot) : Paula
- 1976 : The Supreme Kid : Girl hitch-hiker
- 1977 : Outrageous! de Richard Benner : Jo
- 1977 : L'Invasion des soucoupes volantes (Starship Invasions) : Betty Duncan
- 1977 : Who Has Seen the Wind : Ruth Thompson
- 1978 : High-Ballin' : Pickup
- 1978 : Les Femmes de 30 ans : Ann MacDonald
- 1979 : Amityville, la maison du diable (The Amityville Horror) : Carolyn
- 1980 : Recherche mercenaire (le mercenaire et l'enfant) (Coming Out Alive) : Isobel Gateway
- 1981 : Gas : Rhonda
- 1982 : Harry Tracy, Desperado : Catherine Tuttle
- 1983 : The Osterman Weekend : Virginia Tremayne
- 1984 : Une défense canon (Best Defense) : Clair Lewis, Wylie's Boss
- 1985 : The War Boy : Maria
- 1985 : Desert Hearts : Vivian Bell
- 1986 : Perdus en mer! (Lost!) : Linda
- 1986 : The Men's Club : Sarah
- 1986 : La Couleur de l'argent (The Color of Money) de Martin Scorsese : Janelle
- 1987 : Les Envoûtés (The Believers) : Jessica Halliday
- 1988 : Le Petit dinosaure et la vallée des merveilles (The Land Before Time) : Littlefoot's Mother (voix)
- 1989 : Tree of Hands : Benet Archdale
- 1990 : Bethune: The Making of a Hero : Mrs. Dowd
- 1991 : A Smile in the Dark d'Ulli Lommel
- 1991 : A Smile in the Dark
- 1992 : Amazing Stories: Book Four (vidéo) : Karen (segment "Mirror, Mirror")
- 1992 : Zebrahead : Diane
- 1992 : That Night : Ann O'Connor
- 1995 : Drôle de singe (Born to Be Wild) : Margaret Heller
- 1996 : Rowing Through : Slim
- 1996 : Egg Salad : Gladys
- 1996 : Tremors 2 : Les Dents de la Terre (Tremors II: Aftershocks) (vidéo) : Kate 'White' Reilly
- 1996 : Open Season : Rachel Rowen
- 1996 : Dangereuse alliance (The Craft) : Grace Downs
- 2000 : Mon amie Masha (Bear with Me) : Sara Bradley
- 2000 : We All Fall Down : Sherry
- 2004 : The Keeper : Ruthie
- 2007 : Givré ! : Audrey Milbank

## Télévision
- 1977 : Search and Rescue (série TV) : Dr Liz Warren
- 1978 : Lovey: A Circle of Children, Part II (TV) : Patty
- 1980 : United States (en) (série TV) : Libby Chapin
- 1981 : Jessica Novak (série TV) : Jessica Novak
- 1982 : Between Two Brothers (TV) : Susan Frazer
- 1982 : Off Your Rocker (TV) : Miss Beecher
- 1984 : Countdown to Looking Glass (TV) : Dorian Waldorf
- 1986 : Piégé par le fisc (Many Happy Returns) (TV)
- 1986 : The Park Is Mine (TV) : Valery
- 1988 : No Blame (TV) : Amy Donaldson
- 1989 : B.L. Stryker: The Dancer's Touch (TV) : Diane Dekker
- 1989 : Mothers, Daughters and Lovers (TV) : Claire Nichols
- 1990 : Pair of Aces (TV) : Rose
- 1990 : Columbo - L'enterrement de Mme Columbo (Columbo: Rest in Peace, Mrs. Columbo) (TV) : Vivian Dimitri
- 1990 : WIOU (série télévisée) : Kelby Robinson
- 1992 : Fatal Memories (TV) : Elaine Tipton
- 1993 : Nuit sauvage (Survive the Night) (TV) : Stacy
- 1993 : Un meurtre si doux (Poisoned by Love: The Kern County Murders) (TV) : Edie Ballew
- 1993 : Morning Glory (TV) : Lula Peaks
- 1994 : Analyse d'un meurtre (The Forget-Me-Not Murders) (TV) : Monique Dessier
- 1994 : Ride with the Wind (TV) : Katherine Barnes
- 1994 : Without Consent (TV) : Nora Fields
- 1994 : Coulisses d'un meurtre (Janek: The Silent Betrayal) (TV) : Monique Dessier
- 1995 : Au-delà du réel : L'aventure continue (The Outer Limits) (série télévisée) : Cathy Kress (Épisodes 1.01 et 1.02 : Au royaume des sables, parties 1 et 2).
- 1995 : Falling for You (TV) : Mary
- 1996 - 1999 : Poltergeist : Les Aventuriers du surnaturel (Poltergeist, the Legacy) (série télévisée) : Rachel Corrigan
- 1997 : Désigné coupable (Trial & Error) (TV) : Katherine Woodfield
- 1997 : La Loi du colt (Dead Man's Guns) (TV) : Dianna McKinney
- 1998 : The Sweetest Gift (TV) : Mrs. Martin
- 1999 : L'Arbre à souhaits (The Wishing Tree) (TV) : Wallis
- 1999 : The First Gentleman (TV)
- 2000 : Common Ground (en) (TV) : Janet
- 2001 : The Education of Max Bickford (en) (série télévisée) : Erica Bettis
- 2003 : The Risen (TV) : Lynn Todd
- 2003 : D.C. Sniper: 23 Days of Fear (TV) : Sandy Moose
- 2004 : The L Word (série télévisée, 2 épisodes) : Faye Buckley
- 2004 : Les 4400 (série télévisée) : Barbara Yates
- 2005 : The Man Who Lost Himself (TV)
- 2008 : Maman se marie ! (TV):  Rose
- 2010 : Iris Expanding (TV) :  La mère d'Iris

### comme Réalisatrice
- 1997 : Au-delà du réel : l'aventure continue / The Outer Limits (série télévisée) : Le dernier repas (Épisode 3.04).
- 1998 : Au-delà du réel : l'aventure continue / The Outer Limits (série télévisée) : Lithia (Épisode 4.17).
- 1998 : Au-delà du réel : l'aventure continue / The Outer Limits (série télévisée) : Malentendu tragique (Épisode 4.24).
- 1999 : Au-delà du réel : l'aventure continue / The Outer Limits (série télévisée) : La voleuse de pensée (Épisode 5.09).
- 1999 : Au-delà du réel : l'aventure continue / The Outer Limits (série télévisée) : Tristes retrouvailles (Épisode 5.21).
- 2000 : Au-delà du réel : l'aventure continue / The Outer Limits (série télévisée) : Simon (Épisode 6.08).
- 1999 : Summer's End (en) (TV)
- 2001 : The Associates (série télévisée)
- 2002 : Le Choix de l'amour (Due East) (TV)

### comme Productrice
- 2000 : We All Fall Down

## Récompenses

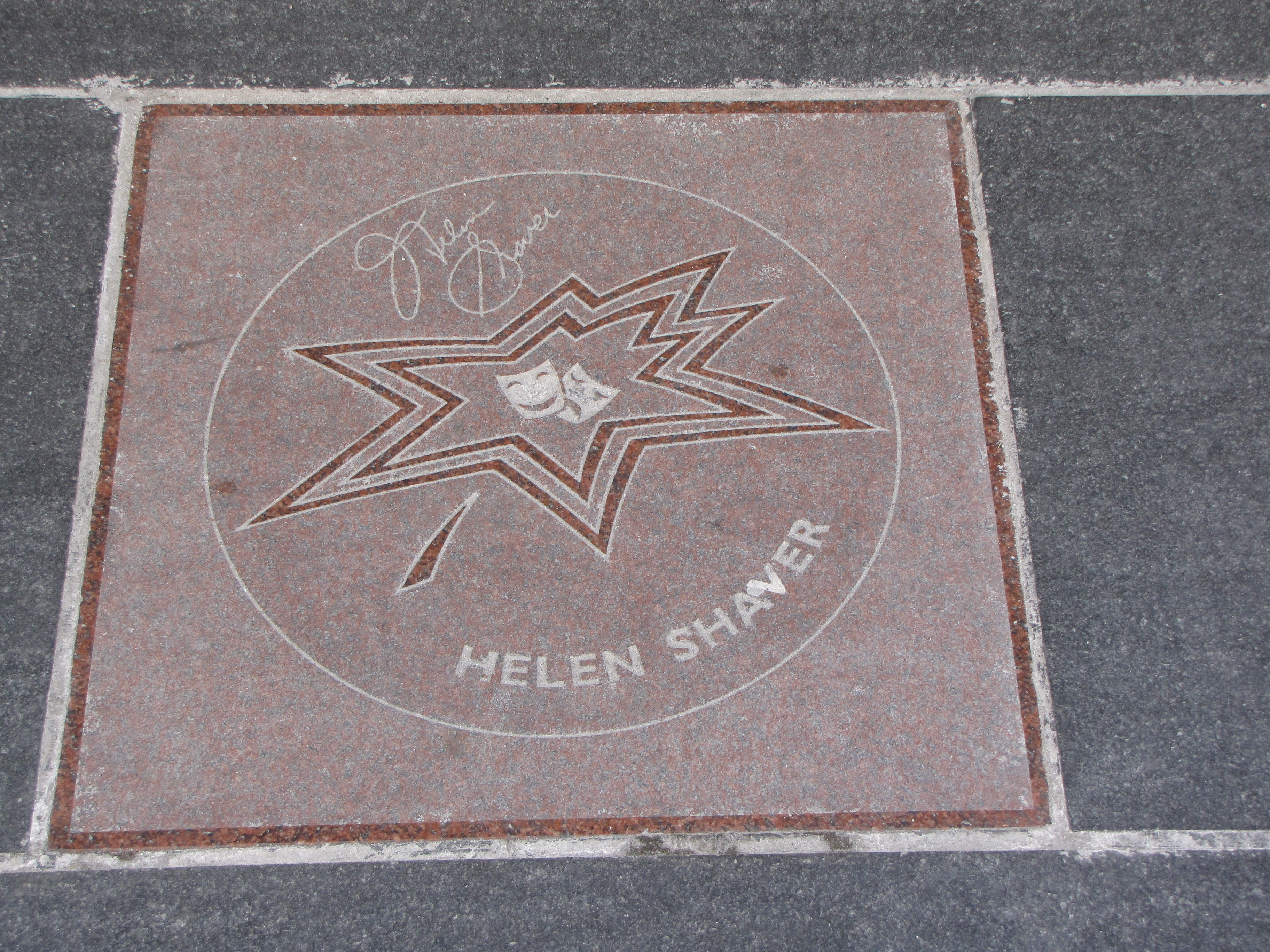
Canada's Walk of Fame